# ロバート・ラム
ロバート・ラム（Robert William Lamm、1944年10月13日 - ）は、アメリカ合衆国ニューヨーク生まれのミュージシャン、キーボーディスト、シンガーソングライターである。
ブラス・ロックバンドとしてスタートしたシカゴの創立メンバーであり、キーボード、ボーカルを担当した。1975年からはソロ名義でも活動している。また、同バンドのヒット曲のかなりの部分は、ラムのペンによるものであり、2017年にはソングライターの殿堂入りを果たした。彼は、ショルダーキーボード(keytar)を操るミュージシャンの一人である。

## 略歴
ロバート・ラムは、ニューヨーク市のブルックリンで生まれた。彼の両親は、ジャズのレコード・コレクションを多数持っていたという。彼は子供時代に。ブルックリン・ハイツのグレース聖公会教会の少年合唱団で歌を歌った。15歳の時、家族と共にシカゴに転居し高校時代は美術を学んでいた。その後レイ・チャールズに憧れ、シカゴのルーズベルト大学で音楽の授業に参加した事をきっかけに、美術から音楽へ転向した。
ルーズベルト大学時代には大学を通じて多数のバンドに参加し、1963年には「ザ・ワンダラーズ」のメンバーとしてシングル盤を数枚録音した。ラムは、ジャズ、R&B、ブルース、ロック、クラシックなど多様なジャンルに関心を広げていった。
1967年、シカゴのノースサイドにあるクラブでカルテット演奏していた時に、パラゼイダー、セラフィンらにより勧誘され、それがきっかけとなり同年2月15日、デ・ポール大学の学生が中心となり、ウォルター・パラゼイダー、テリー・キャス、ダニー・セラフィン、リー・ロックネイン、ジェームズ・パンコウらと共に「ロック・ウィズ・ホーンズ」として活動するようになった。翌年の1968年、「シカゴ・トランジット・オーソリティ」とバンド名を改め、そのさらに翌年である1969年にアルバム「シカゴの軌跡」でデビュー。
ラムはシカゴの中心メンバーとして、「いったい現実を把握している者はいるだろうか？」「ビギニングズ」「クエスチョンズ67&68」「長い夜」「サタデイ・イン・ザ・パーク」「ダイアログ」「拝啓トルーマン大統領」など、ブラス・ロック調の曲を作曲した。レコード・ワールドは「拝啓トルーマン大統領」について「真の英雄的資質を探求」した曲だと指摘している。シカゴの他の佳曲には「ぼくらに微笑みを」「俺たちのアメリカ」「愛の絆」「君と二人で」「オールド・デイズ」などの代表曲をリリースした。また、1974年にはソロアルバムである「華麗なるロバート」を発表。
1980年代以降ライターとしては一線から退くものの、バンド内では従来のヒット曲をキーを変更せずに歌い続け、2004年にはソロとしても大規模なコンサートを開催した。2016年にはシカゴとしてロックの殿堂入り、翌年2017年にはメンバーのパンコウ、元メンバーのピーター・セテラと共にソングライターの殿堂入りを果たした。

## ディスコグラフィ

### スタジオ・アルバム
- 『華麗なるロバート』 - Skinny Boy (1974年)
- 『マイ・ネイバーフッド』 - Life is Good in My Neighborhood (1993年)
- In My Head (1999年)
- Subtlety & Passion (2003年)
- Too Many Voices (2004年) ※「In My Head」の改題再発盤。
- The Bossa Project (2008年)
- Living Proof (2012年)

### コンピレーション・アルバム
- Time Chill : A Retrospective (2017年)

### シングル
- "Where You Think You're Going?" (1972年)
- "Oh Little Town of Bethlehem" (1991年)

### ライヴ・アルバム
- Leap of Faith  : Robert Lamm Live in New Zealand (2005年)